# 诺卫星
诺卫星（1960年1月—），青海都兰人。男，蒙古族。1977年9月参加工作，1984年3月加入中国共产党。青海民族学院汉语文系汉语文专业毕业。
1977年9月，任青海省都兰县香加公社知青。1978年4月，在青海民族学院中文系学习。1982年1月，任都兰县人民法院干部。1984年4月，任海西蒙古族藏族自治州中级人民法院干部(其间：1985年9月至1988年7月，参加全国法院干部业余法律大学学习)。1989年6月，任州政府办公室法规科科长。1992年9月，任州政府办公室副主任。1997年6月，任州中级人民法院副院长(正县级)。
2000年8月，任中共乌兰县委副书记、县长。2002年5月，任海北州中级人民法院副院长、代院长（2002年12月，任院长）。
2004年9月，任中共海西蒙古族藏族自治州委常委、副州长。2005年5月，任中共海西蒙古族藏族自治州委副书记、州政府党组书记、代州长（2006年2月，当选州长）。2010年11月，任中共海西州委副书记、州长兼柴达木循环经济试验区管委会第一副主任。2016年8月，任青海省民政厅党组书记。9月，任青海省民政厅厅长。
2013年，当选第十二届全国人民代表大会青海地区代表。